# Kazuya Yoshioka
Pour les articles homonymes, voir Yoshioka (homonymie).
Kazuya Yoshioka (吉岡 和也, Yoshioka Kazuya), né le 9 septembre 1978 à Otaru, est un sauteur à ski japonais.

## Biographie
Représentant Tsuchiya Home, Kazuya Yoshioka obtient sa première récompense au championnat du monde junior à Gällivare, en 1995, où il est médaillé de bronze par équipes. La même année, il est au départ de sa première manche de Coupe du monde à Sapporo, où il marque ses premiers points avec une 18e place. Deux ans plus, il est 14e au même endroit et devient membre de l'équipe nationale de manière régulière. Il obtient plusieurs top dix durant la saison 1997-1998 dont une neuvième place au classement final de la Tournée des quatre tremplins. Un an plus tard, il est même sixième dans cette compétition, puis gagnant de l'épreuve par équipes à Willingen et treizième du classement général de la Coupe du monde, soit son meilleur en carrière.
Si ses résultats sont en baisse lors des saisons suivantes, il parvient à monter sur son premier podium individuel en Coupe du monde en janvier 2001 à Park City, où même il signe son deuxième succès par équipes. Ceci lui vait une sélection pour les Championnats du monde 2001 à Lahti, terminant deux fois dans le top vingt en individuel et quatrième par équipes.
Il marque des points que sporadiquement en Coupe du monde de 2002 à 2010, ne terminant mieux que quinzième durant cette période.
En 2012, il prend part à son ultime manche de Coupe du monde à Sapporo, lieu aussi de sa dernière compétition internationale en 2015.

## Palmarès

### Championnats du monde
| Épreuve / Édition | Épreuve / Édition | Lahti 2001 |
| Petit tremplin    | Petit tremplin    | 19e        |
| Grand tremplin    | Grand tremplin    | 20e        |
| Par équipes       | Par équipes       | 4e         |

### Championnats du monde de vol à ski
| Épreuve / Édition | Oberstdorf 1998 |
| Individuel        | 19e             |

### Coupe du monde
- Meilleur classement général : 13e en 1999.
- Un podium individuel : une troisième place.
- Cinq podiums par équipes : deux victoires, une deuxième place et deix troisièmes places.

#### Classements généraux
| Compet'/Année | Compet'/Année | Classement général | Classement général |
| ------------- | ------------- | ------------------ | ------------------ |
| Compet'/Année | Compet'/Année | Class.             | Points             |
| 1995          | 1995          | 76e                | 13                 |
| 1997          | 1997          | 51e                | 59                 |
| 1998          | 1998          | 24e                | 238                |
| 1999          | 1999          | 13e                | 497                |
| 2000          | 2000          | 61e                | 20                 |
| 2001          | 2001          | 20e                | 237                |
| 2002          | 2002          | 51e                | 45                 |
| 2005          | 2005          | 77e                | 8                  |
| 2006          | 2006          | 49e                | 29                 |
| 2010          | 2010          | 73e                | 9                  |
| 2011          | 2011          | 67e                | 6                  |

### Jeux asiatiques
- Almaty 2011 :
  -  Médaille d'or au grand tremplin.
  -  Médaille d'or à l'épreuve par équipes.
  -  Médaille d'argent au petit tremplin.

### Championnats du Japon
Il remporte trois titres individuels, sur grand tremplin en 2000 et 2006, ainsi que sur tremplin normal en 2012.